# Phaeosaces lindsayae
Phaeosaces lindsayae är en fjärilsart som först beskrevs av Alfred Philpott 1928c.  Phaeosaces lindsayae ingår i släktet Phaeosaces och familjen praktmalar, Oecophoridae. Inga underarter finns listade i Catalogue of Life.